# プレストン・ギルメット
プレストン・ブレイク・ギルメット（Preston Blake Guilmet, 1987年7月27日 - ）は、アメリカ合衆国カリフォルニア州プレイサー郡ローズビル出身の元プロ野球選手（投手）。右投右打。

## 経歴

### プロ入り前
アリゾナ大学在学時の2008年、MLBドラフト22巡目（全体664位）でオークランド・アスレチックスから指名されたが、契約には至らなかった。

### プロ入りとインディアンス時代
2009年のMLBドラフト9巡目（全体275位）でクリーブランド・インディアンスから指名され、6月16日に契約。契約後、傘下のA-級マホーニングバレー・スクラッパーズでプロデビュー。15試合に先発登板して6勝6敗、防御率4.09、62奪三振を記録した。
2010年はA級レイクカウンティ・キャプテンズでプレーし、30試合に登板して4勝1敗11セーブ、防御率2.25、79奪三振を記録した。
2011年はA+級キンストン・インディアンスでプレーし、52試合に登板して1勝1敗35セーブ、防御率2.16、60奪三振を記録した。
2012年はAA級アクロン・エアロズでプレーし、50試合に登板して2勝2敗24セーブ、防御率2.39、51奪三振を記録した。
2013年はAAA級コロンバス・クリッパーズで開幕を迎え、7月7日にインディアンスとメジャー契約を結んでアクティブ・ロースター入りした。7月10日のトロント・ブルージェイズ戦でメジャーデビュー。7回2死から登板し、0.2回を無安打無失点1奪三振に抑えた。7月11日にAAA級コロンバスへ降格した。8月8日にメジャーへ再昇格し、同日のデトロイト・タイガース戦に登板したが、2.2回を投げ6安打4失点の乱調で、8月9日にAAA級コロンバスへ降格した。ロースターが拡大された9月1日にメジャーへ昇格した。この年メジャーでは4試合に登板して防御率10.13、1奪三振を記録した。
2014年3月10日にインディアンスと1年契約に合意。3月19日にAAA級コロンバスへ異動したが、30日にDFAとなった。

### オリオールズ時代
2014年4月7日にトーステン・ボスとのトレードで、ボルチモア・オリオールズへ移籍した。同日に傘下のAAA級ノーフォーク・タイズへ異動した。同球団では12試合に登板して2勝1敗4セーブ、防御率5.65を記録した。5月12日にメジャーへ昇格。昇格後は2試合に登板したが、5月13日の試合後にAAA級ノーフォークへ降格した。5月22日にトミー・ハンターが故障者リスト入りしたため、メジャーへ昇格した。同日のインディアンス戦で2.1回を無安打無失点に抑えたものの、5月23日にAAA級ノーフォークへ降格した。5月25日に再昇格後は6試合に登板したが、4試合連続失点するなど結果を残せず、6月6日にAAA級ノーフォークへ降格した。7月5日にダブルヘッダーのためメジャーへ昇格したが、登板のないまま6日にAAA級ノーフォークへ降格した。7月10日にメジャーへ再昇格した。昇格後は1試合の登板にとどまり、7月22日にAAA級ノーフォークへ降格した。7月28日に昇格したが、登板機会のないまま、31日にAAA級ノーフォークへ降格した。そのままシーズンを終えた。この年メジャーでは10試合に登板して0勝1敗、防御率5.23、12奪三振を記録した。9月27日にDFAとなった。

### ブルージェイズ傘下時代
2014年10月3日に金銭トレードで、ピッツバーグ・パイレーツへ移籍したが、12月19日にDFAとなった。12月23日にウェイバー公示を経てブルージェイズへ移籍した。
2015年シーズンは開幕を傘下のAAA級バッファロー・バイソンズで迎えた。5月10日にDFAとなった。

### レイズ時代
2015年5月13日にウェイバー公示を経てタンパベイ・レイズへ移籍した。7月7日にDFAとなった。

### ドジャース傘下時代
2015年7月10日にウェイバー公示を経てロサンゼルス・ドジャースへ移籍したが、21日にDFAとなった。

### ブルワーズ時代
2015年7月31日にウェイバー公示を経てミルウォーキー・ブルワーズへ移籍した。9月8日にマイナー契約で傘下のAAA級コロラドスプリングス・スカイソックスへ配属された。オフの11月6日にFAとなった。

### タイガース傘下時代
2015年12月8日にタイガースとマイナー契約を結び、2016年のスプリングトレーニングに招待選手として参加することになった。
2016年はシーズン中はメジャー昇格することなく、一年間傘下のAAA級トレド・マッドヘンズに所属となった。オフの11月7日にFAとなった。シーズン終了後はウィンターリーグであるリーガ・デ・ベイスボル・プロフェシオナル・デ・ラ・レプブリカ・ドミニカーナのトロス・デル・エステに所属した。

### ヤクルト時代

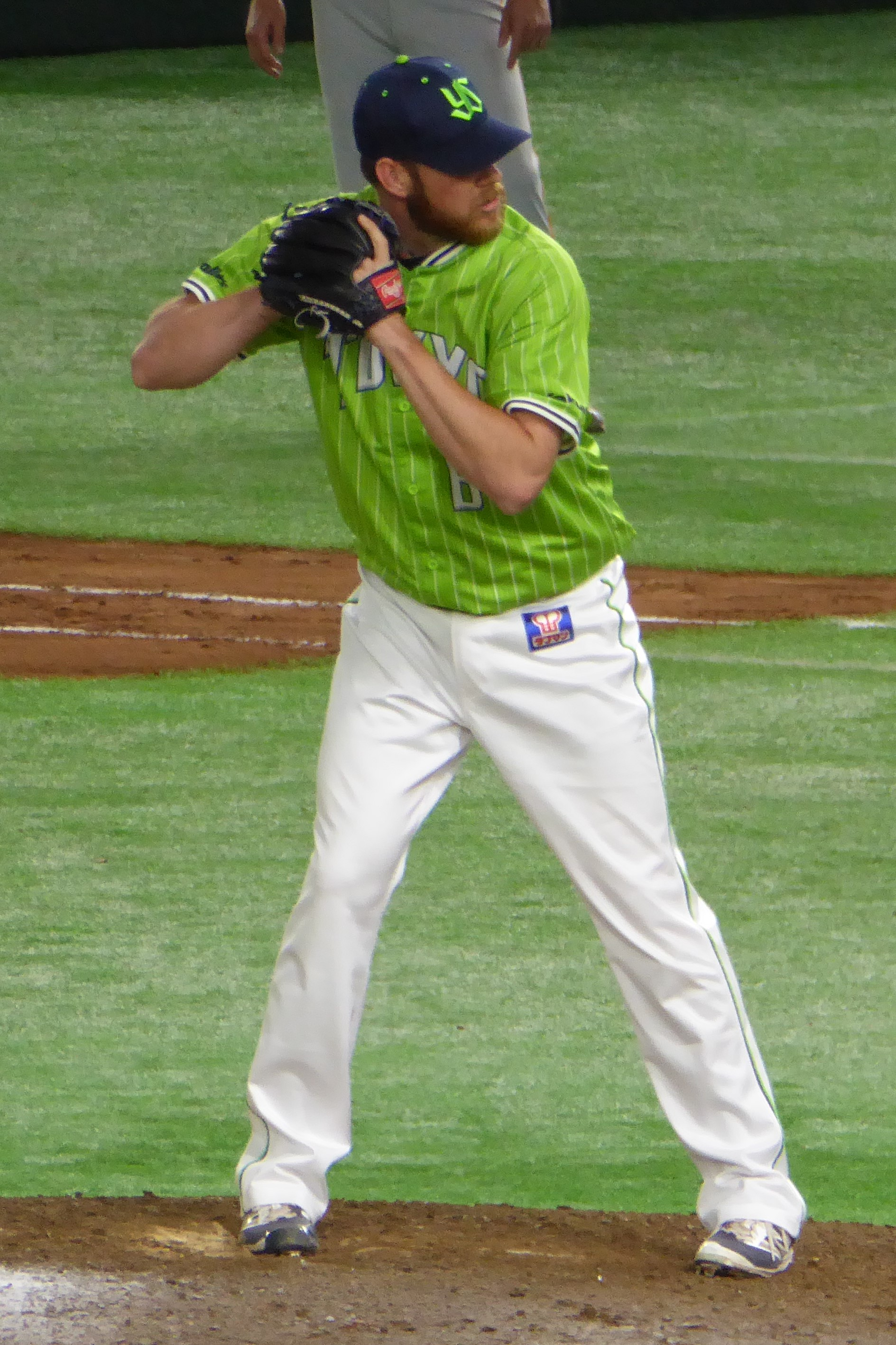
東京ヤクルトスワローズ時代
（2017年5月17日　東京ドーム）

2016年11月21日に東京ヤクルトスワローズとの契約締結を発表した。
2017年は、開幕から中継ぎとして登板していたが防御率4点台と不安定な投球が続いていた。8月中旬頃からファームで先発として調整を重ね、9月7日の横浜DeNAベイスターズ戦で来日初先発を果たす。その試合で7回無失点と好投し来日初勝利を挙げた。オフの12月2日に自由契約公示された。

### カージナルス時代
2018年1月7日にセントルイス・カージナルスとマイナー契約を結び、スプリングトレーニングに招待選手として参加することになった。開幕は傘下のAAA級メンフィス・レッドバーズで迎え、6月5日にメジャー契約を結んでアクティブ・ロースター入りした。だが、マイアミ・マーリンズとの2試合で5失点、防御率22.50と打ち込まれ、6月7日にDFAとなった。

### ブルージェイズ時代
2018年6月9日にウェイバー公示を経てブルージェイズへ移籍した。7月4日にDFAとなり、6日にマイナー契約でAAA級バッファローへ配属された。オフの10月10日にFAとなった。

### ツインズ傘下時代
2018年11月19日にミネソタ・ツインズとマイナー契約を結び、2019年のスプリングトレーニングに招待選手として参加することになった。
2019年は傘下のAAA級ロチェスター・レッドウイングスでプレーし、44試合（先発6試合）に登板して2勝6敗8セーブ、防御率4.93、94奪三振を記録した。オフの11月4日にFAとなった。

### マーリンズ時代
2020年8月9日にマイアミ・マーリンズとマイナー契約を結んだ。しかし、同年はCOVID-19の影響でマイナーリーグのシーズンが中止となり、公式戦への出場はなかった。オフの11月2日にFAとなった。
2021年4月12日に再びマーリンズとマイナー契約を結んだ。6月12日にメジャー契約を結んでアクティブ・ロースター入りした。だが、登板機会の無いまま翌13日にDFAとなり、15日にマイナー契約で傘下のAAA級ジャクソンビル・ジャンボシュリンプへ配属された。7月10日に再びメジャー契約を結んでアクティブ・ロースター入りしたが、前回の昇格時同様に登板機会の無いまま翌11日にDFAとなり、13日にマイナー契約でAAA級ジャクソンビルへ配属された。7月28日に三たびメジャー契約を結んでアクティブ・ロースター入りし、同日のオリオールズ戦で3年ぶりのメジャー復帰登板を果たした。レギュラーシーズン終了後の10月22日にFAとなった。

## 投球スタイル
長身を活かしたダイナミックな投球フォームが特徴である。決め球はスプリッターで奪三振率が高い。

## 詳細情報

### 年度別投手成績
| 年 度    | 球 団    | 登 板 | 先 発 | 完 投 | 完 封 | 無 四 球 | 勝 利 | 敗 戦 | セ 丨 ブ | ホ 丨 ル ド | 勝 率 | 打 者 | 投 球 回 | 被 安 打 | 被 本 塁 打 | 与 四 球 | 敬 遠 | 与 死 球 | 奪 三 振 | 暴 投 | ボ 丨 ク | 失 点 | 自 責 点 | 防 御 率 | W H I P |
| -------- | -------- | ----- | ----- | ----- | ----- | -------- | ----- | ----- | -------- | ----------- | ----- | ----- | -------- | -------- | ----------- | -------- | ----- | -------- | -------- | ----- | -------- | ----- | -------- | -------- | ------- |
| 2013     | CLE      | 4     | 0     | 0     | 0     | 0        | 0     | 0     | 0        | 0           | ----  | 28    | 5.1      | 8        | 0           | 3        | 0     | 0        | 1        | 0     | 0        | 6     | 6        | 10.13    | 2.06    |
| 2014     | BAL      | 10    | 0     | 0     | 0     | 0        | 0     | 1     | 0        | 1           | .000  | 43    | 10.1     | 8        | 2           | 2        | 0     | 0        | 12       | 1     | 0        | 6     | 6        | 5.23     | 0.97    |
| 2015     | TB       | 3     | 0     | 0     | 0     | 0        | 0     | 0     | 0        | 0           | ----  | 23    | 5.1      | 5        | 1           | 2        | 0     | 0        | 5        | 0     | 0        | 3     | 3        | 5.06     | 1.31    |
| 2015     | MIL      | 2     | 0     | 0     | 0     | 0        | 0     | 0     | 0        | 0           | ----  | 12    | 2.0      | 4        | 1           | 2        | 0     | 0        | 1        | 0     | 0        | 6     | 6        | 27.00    | 3.00    |
| '15計    | MIL      | 5     | 0     | 0     | 0     | 0        | 0     | 0     | 0        | 0           | ----  | 35    | 7.1      | 9        | 2           | 4        | 0     | 0        | 6        | 0     | 0        | 9     | 9        | 11.05    | 1.77    |
| 2017     | ヤクルト | 28    | 4     | 0     | 0     | 0        | 1     | 1     | 0        | 2           | .500  | 228   | 54.2     | 49       | 4           | 15       | 1     | 2        | 57       | 1     | 0        | 23    | 22       | 3.62     | 1.17    |
| 2018     | STL      | 2     | 0     | 0     | 0     | 0        | 0     | 1     | 0        | 0           | .000  | 13    | 2.0      | 7        | 2           | 0        | 0     | 0        | 3        | 1     | 0        | 5     | 5        | 22.50    | 3.50    |
| 2018     | TOR      | 6     | 0     | 0     | 0     | 0        | 0     | 0     | 0        | 0           | ----  | 39    | 8.1      | 11       | 4           | 4        | 1     | 0        | 5        | 0     | 0        | 8     | 8        | 9.00     | 1.88    |
| '18計    | TOR      | 8     | 0     | 0     | 0     | 0        | 0     | 0     | 0        | 0           | .000  | 52    | 10.0     | 18       | 6           | 4        | 1     | 0        | 8        | 1     | 0        | 13    | 13       | 11.70    | 2.20    |
| 2021     | MIA      | 2     | 0     | 0     | 0     | 0        | 0     | 0     | 0        | 1           | ----  | 7     | 2.0      | 2        | 1           | 0        | 0     | 0        | 1        | 0     | 0        | 1     | 1        | 4.50     | 1.00    |
| MLB：5年 | MLB：5年 | 29    | 0     | 0     | 0     | 0        | 0     | 2     | 0        | 2           | .000  | 165   | 35.0     | 45       | 11          | 13       | 1     | 0        | 28       | 2     | 0        | 35    | 35       | 9.00     | 1.66    |
| NPB：1年 | NPB：1年 | 28    | 4     | 0     | 0     | 0        | 1     | 1     | 0        | 2           | .500  | 228   | 54.2     | 49       | 4           | 15       | 1     | 2        | 57       | 1     | 0        | 23    | 22       | 3.62     | 1.17    |

- 2021年度シーズン終了時

### 記録
NPB初記録
投手記録
- 初登板：2017年4月1日 対横浜DeNAベイスターズ2回戦（明治神宮野球場）、6回表に2番手で救援登板、2/3回4失点
- 初奪三振：2017年4月26日 対中日ドラゴンズ4回戦（ナゴヤドーム）、6回裏に堂上直倫から空振り三振（振り逃げ）
- 初ホールド：2017年5月10日 対広島東洋カープ8回戦（明治神宮野球場）、6回表に2番手として救援登板、1回無失点
- 初先発登板・初勝利・初先発勝利：2017年9月7日、対横浜DeNAベイスターズ24回戦（横浜スタジアム）、7回無失点7奪三振、被安打2

打撃記録
- 初打席：2017年9月7日 対横浜DeNAベイスターズ24回戦（横浜スタジアム）、4回表に尾仲祐哉から犠打
- 初安打：2017年9月25日 対読売ジャイアンツ23回戦（明治神宮野球場）、3回裏に吉川光夫から右前安打

### 背番号
- 36（2013年）
- 63（2014年）
- 58（2015年、2018年 - 同年6月6日、2021年）
- 61（2017年）
- 49（2018年6月11日 - 同年終了）

### 登場曲
- 「We are NO FEAR」原田勝通（2017年）